# San Felice del Benaco
San Felice del Benaco (lombardul: San Filìs) település Olaszországban, Lombardia régióban, Brescia megyében. Lakosainak száma 3461 fő (2023. január 1.). San Felice del Benaco Garda, Manerba del Garda, Puegnago sul Garda, Torri del Benaco és Salò községekkel határos.

## Népesség
A település lakossága az elmúlt években az alábbi módon változott:
| Lakosok száma | 3413 | 3395 | 3461 |
|               | 2017 | 2018 | 2023 |